# Isaac Robelin (1660-1728)
Pour les articles homonymes, voir Robelin et Isaac Robelin.
Isaac Robelin, né en 1660 et mort à Brest le 27 novembre 1728, est un ingénieur militaire et directeur des fortifications de Franche-Comté et Bretagne formé par l'ingénieur Vauban.

## Biographie

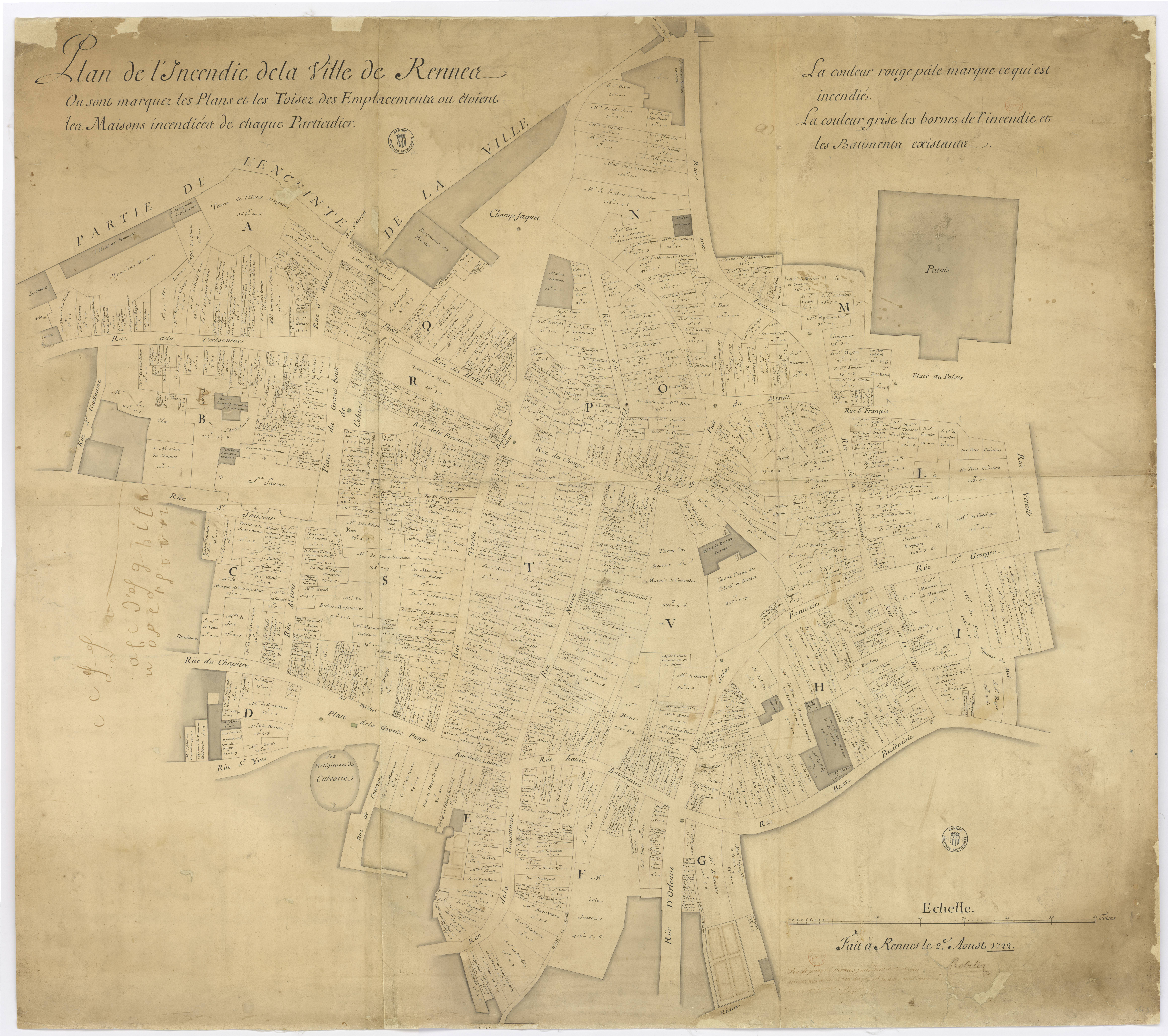
Plan de Rennes dressé par Isaac Robelin en 1722

Il est le fils de l'ingénieur militaire Isaac Robelin (1631-1709), un des principaux collaborateurs de Vauban qui participa aux fortifications de Saint-Omer et dirigea les travaux du canal de l'Eure.
Il est ingénieur ordinaire du roi en 1676 et participe à la campagne de Hollande en 1676-1677. Il est présent au siège de Saint-Omer, où il est blessé d'un coup de mousquet. En 1678, il est affecté à Saint-Omer sous les ordres de son père. Il le suit à Versailles pour superviser les travaux de construction de l'aqueduc de Maintenon.
Il participe au siège de Philippsburg en 1688 et au sac du Palatinat l'année suivante. Il est affecté en Franche-Comté en 1689 où il est nommé directeur des fortifications du comté de Bourgogne. En 1691, pendant les travaux de fortification de Besançon, il fait construire le quai Vauban sur la rive gauche du Doubs contre l'avis de Vauban, qui ne souhaitait édifier qu'un seul rempart. En 1699, il fait un rapport sur la cathédrale Saint-Jean.
Il dirige une manufacture de fer-blanc fondée par sa famille à la suite de l'obtention d'un privilège du roi, en 1695, avec la participation du Suisse J. J. Schmit.
Les consuls de Briançon réclament à Louis XIV le droit de construire une église à l'intérieur des remparts. Un arrêt du Conseil du Roi de 1700 autorise la réalisation d'une « nouvelle paroisse » à l'intérieur de la ville. Des plans sont dressés par le sieur Dampierre, ingénieur en chef à Briançon, Robelin et Vauban. Les plans de l'église établis par Robelin sont revus et corrigés par Vauban. Les travaux commencent en 1703 et se terminent probablement en 1718, le maréchal de Villars indiquant dans une lettre du 25 août 1717 la place que les officiers d'état-major doivent occuper dans l'église. L'église et le maître-autel consacré à Notre-Dame sont consacrés par Monseigneur de Tencin, archevêque d'Embrun en 1726. Elle est élevée au rang de Collégiale vingt ans plus tard sous la titulature Notre-Dame-et-Saint-Nicolas. Robelin avait quitté Briançon en emportant ses plans.
En 1703, Robelin est affecté à Brest, à la direction des fortifications de Bretagne, en résidence à Brest. Cette nomination lui vaut une remontrance de Vauban : « Il est fort extraordinaire que vous quittiez la direction du comté de Bourgogne et qu'on vous envoie à celle de Brest sans m'en rien mander ni en entrant, ni en sortant, ni s'en rien écrire de ce que vous y faites, ni de ce que vous avez fait... Apprenez à mieux vivre, s'il vous plait, et ce qui est votre devoir... » (Lettre de Vauban à Isaac Robelin, 24 mars 1703 ).
À ce poste, il va fortifier plusieurs places bretonnes, en particulier Lorient. Il fait les plans de la chapelle des Carmes de Brest en 1718.
Robelin participe à l'étude de reconstruction de la ville de Rennes après le grand incendie de 1720, mais son projet n'est pas accepté. Notamment à cause de ses vues radicales qui ne convenaient pas aux nobles de la ville. Il est remplacé à la direction des travaux de reconstruction par Jacques V Gabriel en 1725.
Il a également été chargé des travaux du port et de l'arsenal de Brest.
En 1700, il sera fait chevalier de l'ordre de Saint-Louiset chevalier de Saint-Louis en 1704.

## Famille
Il est le fils d'Isaac Robelin (1631-1709), dit Robelin de Saint-Omer, et de Marie Mahieu.
Il s'est marié avec :
- Marie-Jeanne de Vooz, morte à Rennes le 29 juillet 1723,
- Jeanne-Claude Caire, à Brest, Le 20 mai 1726.

Il n'a pas de descendance.